# Sørlandets Travpark
Sørlandets Travpark är en travbana som ligger cirka 15 km öster om  Kristiansand i Vest-Agder fylke i Norge.

## Om banan
Sørlandets Travpark öppnades den 16 juli 1988 och hade på premiärdagen 30 000 besökare. Banans tävlingsdagar äger rum på olika veckodagar, men från och med år 2022 aldrig på söndagar. Banovalen mäter 1 000 meter, och upploppet är 200 meter.
Banan har ett trettiotal tävlingsdagar per år (26 dagar år 2024), och höjdpunkten är Sommertravet i mitten av juli, då bland annat Norskt kallblodsmästerskap för både hingstar/valacker och ston arrangeras. I augusti arrangeras även Arnt Paulsens Minneløp och Kristen T. Gundersens æresløp (det senare i juli år 2024).

## Banprofiler
På banan har proffstränarna Øystein Tjomsland, Arild Berås, Johan Kringeland Eriksen och Geir Mikkelsen stallplatser.